# Jean Degottex
Jean Degottex, né à Sathonay-Camp le 25 février 1918 et mort à Paris le 6 décembre 1988, est un peintre français abstrait, connu notamment pour sa proximité initiale avec le mouvement de l'abstraction lyrique des années 1950 et 1960. Selon ses propres termes, son œuvre est progressivement passée du geste et du signe, à l'écriture, puis de l'écriture à la ligne. Considéré comme un artiste majeur de l’abstraction de la seconde moitié du XXe siècle, il s'inspire de la calligraphie extrême-orientale et de la philosophie zen pour aboutir à l'effacement du sujet créateur.

## Vie et œuvre
Issu d'un milieu modeste, Jean Degottex nait à Sathonay Camp, d’où son père est originaire, et passe son enfance à Lyon. Il est quasi autodidacte. Il est "adopté par la nation" en mars 1930, sans doute parce que son père a été blessé pendant la Première Guerre mondiale. À l'âge de quinze ans, il déménage à Paris avec ses parents et, abandonnant l'école, commence à gagner sa vie. Il prend contact à cette occasion avec les milieux libertaires des années 1930. Il pratique occasionnellement le dessin dans les académies de Montparnasse. En Tunisie, où il fait son service militaire, puis en Algérie, de 1939 à 1941, il peint ses premiers tableaux, figuratifs, sous influence du fauvisme (Sidi-Bou Saîd).
Il décide alors de se consacrer entièrement à la peinture. Dès 1941, il participe au Salon des moins de trente ans. À partir de 1948, il s'oriente définitivement vers l'abstraction. En 1949, il expose une première fois chez la galeriste Denise René, qui soutient les artistes de l'avant-garde abstraite, puis à la Galerie de Beaune.
La même année, il se lie avec Renée Beslon, poète, plasticienne et critique d'art, qui restera sa compagne jusqu'à sa mort et qui jouera un rôle majeur dans la défense et l'évolution de son œuvre. Il fait la connaissance de Roger van Gindertael, rédacteur en chef de la revue Cimaise et de Charles Estienne, critique d'art à Combat. Il reçoit le prix Kandinsky en 1951.
À Saint-Léonard-en-Beauce, puis en Bretagne, à Portsall, en 1953 et en 1954, ses œuvres se présentent encore comme de libres interprétations de la nature (La Nuit des feuilles, L'Épée dans les nuages, Vagues). Il va s'orienter vers une gestualité abstraite plus radicale dès 1954, privilégiant la liberté et la rapidité d'exécution du geste.[Interprétation personnelle ?]
En 1953, il expose une première fois à la galerie L'Étoile scellée, dont le directeur artistique est André Breton. Il le rencontre à plusieurs reprises à partir de 1954. Breton voit dans ses toutes dernières œuvres (Feu noir 12-1955, Ascendant 12-1955) une possible illustration picturale du principe de l'« écriture automatique ». Il lui signale son affinité spontanée avec le lavis et les écritures chinoises et japonaises, et surtout avec la philosophie et les pratiques du zen.
En 1955, puis en 1956, il rejoint la galerie Kléber, dirigée par Jean Fournier. Il y entretient un temps des relations mouvementées avec Simon Hantaï et Georges Mathieu. Il se lie d'amitié avec le poète Bernard Heidsieck, avec les peintres Françoise Janicot, Jean Dupuy et le sculpteur Paul Gette.
En 1959, il intègre la Galerie internationale d'art contemporain, dirigée par Maurice d'Arquian. Il y fréquente Pierre Henry, Yves Klein et Maurice Béjart. Il se fait mieux connaître à l'étranger, notamment en Belgique, en Suisse, en Italie et en Allemagne.[Interprétation personnelle ?]
La période de 1956 à 1963 est particulièrement féconde. C’est aussi la mieux connue du public.[Interprétation personnelle ?] Il travaille par séries/suites : suite Ashkénazi (1957), suite Serto (mars-avril, novembre 1957), suite des Hagakure (novembre 1957), les 18 Vides (1959), suite des Roses (1960), suite des Alliances (1960), les 7 Métasignes (1961), Jshet (1962). De nombreuses œuvres sont alors titrées : Écriture, Suite Écriture.
Sa fille unique disparaît accidentellement à l’âge de 16 ans. Après une année de désespoir et d'inactivité[Interprétation personnelle ?], il reprend la série des Écritures. En 1964, il fait la connaissance de Maurice Benhamou, poète et critique d’art qui jouera un rôle important dans la défense de l’œuvre de Degottex. Il rencontrera plus tard le poète Edmond Jabès.
Suivent notamment les suites Rose noire (août 1964), Suite obscure (novembre-décembre 1964), Métasphère (1966), les 5 Etc (décembre 1964/ mars 1967) et Horsphères (1967). À partir de 1966 et jusqu’à sa mort, il multipliera les périodes de travail à Gordes, dans le Vaucluse, où à partir du début des années 1970, il vit l'été, avec Renée Beslon.
Il participe au mouvement de créations graphiques qui accompagne Mai 68 (affiches : Il faut du noir pour sortir du rouge ; L’infini n’a pas d’accent). En 1969, il travaille avec l’architecte Jean Daladier à la conception de maisons-coupoles à Saint-Julien-du-Sault (série des Spacifique). Il expose avec Jean Daladier à L’Arc, au musée d’Art moderne de la ville de Paris.
De 1972 à 1976, il monte plusieurs expositions personnelles à la Galerie Germain. Il expose notamment la série des Médias, qui séparent le plus souvent une surface unie en acrylique noir mat et une partie basse en lavis d’encre de chine. Cette période donne lieu à des Suites Média et Parcours Médias, déclinant toutes les phases physiques du processus de création[Interprétation personnelle ?]. Coulures de l’encre de chine apposée papier au sol, bandes médianes de papiers compressées en boules : BBC (bandes-boules-compression), empreintes des boules : Signes-Boules. Les Feuilles-son et Poly-ondes sont les traductions graphiques d'évènements sonores liés à la création des Médias.
Il se lie à l’écrivain Bernard Lamarche-Vadel et expose, à nouveau chez Jean Fournier, la série des Médias. Il travaille de plus en plus la matière du papier : des déchirures par exemple en révèlent la texture (série des ARR, rouges puis blancs). La Galerie Germain expose aussi ses Papiers pleins (1974-1975) : papiers encollés et décollés par bandes horizontales ; les Papiers pleins Obliques (1976) sont des papiers aux incisions soulevées par diagonales.
Avec les Papiers-Report (1977), il commence à explorer une nouvelle technique qui consiste à « reporter » par pliage une moitié de la surface de la feuille sur l’autre. Il utilisera cette technique d’empreinte sur toutes sortes de support, y compris pour des grandes toiles acryliques dont la surface, d’une extrême sensibilité tactile, est faite de sillons en négatif et en positif, encollés, horizontaux et irréguliers, tracés avec une pointe : séries des Lignes-Report (1978) et des Plis-Report (1978). Puis suivent les séries des Dia (Dia-Collor, Dia-Umber, Dia-tra, Dia-Noir).
En 1979, il crée spécialement pour une exposition personnelle à l’abbaye de Sénanque à Gordes, une série de toiles dites Déplis dont de nombreux grands Déplis-Bleu.
Il reçoit en 1981 le troisième grand prix national de peinture.
En 1982, il entre à la Galerie de France, dont Catherine Thieck vient de reprendre la direction. Des bandes diagonales se rétractent légèrement sous l’effet de la colle (séries des Grilles-Collors, des Oblicollors, des Diacollors).
Ses dernières grandes œuvres, les Lignes-Bois (1985) et les Contre-Lignes Bois (1986), blanches, grises, ou gris bleu, sont aussi considérées par les plus experts comme parmi les plus abouties.

## Expositions

### Expositions personnelles
- Galerie de Beaune, Paris, 1950
- Galerie à l’Étoile Scellée, textes d'André Breton et Charles Estienne Paris 1955
- Galerie Kléber, textes de Renée Beslon, Paris 1956 et 1958
- Les Dix-huit vides, Galerie internationale d'art contemporain, Paris, 1959
- Les Alliances, Hélios Art , Bruxelles ; galerie San Stephan, Vienne, 1960
- Sept Métasignes sur la Fleur, Palais des beaux-arts, Bruxelles, 1961
- Horsphères, Galerie Jean Fournier, Texte d'Alain Jouffroy, Paris, 1967
- Les déchirures, Galerie Germain, Paris, 1972
- Suite, Mèdias, Galerie Germain, Paris, 1976 et 1978
- Musée de Grenoble, 1978
- Degottex. Toiles, papiers, graphiques, 1962-1978, musée d'Art moderne de la ville de Paris, texte de Bernard Lamarche-Vadel, 1978
- Abbaye de Sénanque, Gordes, Vaucluse, 1979
- Degottex. Notes de parcours, Galerie de France, Paris, 1983 et 1985
- Repères 1955-1985, Galerie de France, Paris 1988
- Musée d’Évreux et Musée de Brou, Bourg-en Bresse, 1988

#### Expositions posthumes
- Degottex. Reports 77-81, texte de Pierre Buraglio, Galerie de France, Paris, 1990
- Signes et Métasignes, texte de Renée Beslon, Carré d'Art, Nîmes, 1992
- Papiers-Reports, Galerie Sablon, Paris, 1993
- Médias, texte de Geneviève Breerette , Galerie Rabouan-Moussion, Paris, 1996
- Degottex, Espace Fortant Sète, 1997
- Reports, texte de Maurice Benhamou, Galerie Regard, Paris 1997
- La révolution continue, Frac Bourgogne, Dijon, 2000[7]
- Œuvres 78-83, textes de Hubert Besacier et Maurice Benhamou, Maison de la culture de Bourges, 2003
- Degottex 73-86, textes de Hubert Basacier et Maurice Benhamou, Carré Saint Vincent, Orléans, 2005
- Degottex, 58-85, texte de Pierre Wat, Art Paris, Galerie l'Or du Temps, 2007
- Jean Degottex, textes de M. Benhamou, B. Heidsieck, R. Mabin, Pierre Wat, sous la direction d'A. Cariou, musée des beaux-arts de Quimper, 2008
- Musée du monastère royal de Brou, Bourg-en-Bresse, 2009
- Musée des beaux-arts, Évreux, 2009
- Galerie Pascal Lainé, présentation Dominique Bollinger, Ménerbes, Vaucluse, 2011[8]
- Galerie Bernard Bouche, Paris, 2013
- Vide-matière, Galerie Jacques Lévy, Paris, 2013
- Jean Degottex, du signe à l'écriture, de l'écriture à la ligne, texte de Pierre Wat, galerie Berthet-Aittouares, Paris, 2013[9]
- Frac Bourgogne, Dijon, 2014[7]
- Galerie Berthet-Aittouares, Paris, 2015
- Alexis Lartigue Fine Art, Paris , « Signe , écriture Ligne » du 16 Octobre au 19 Novembre 2022

### Expositions collectives
- Sept peintres, Galerie Denise René, Paris, 1949
- Peintres de la Nouvelle École de Paris, Galerie de Babylone, Paris, 1952
- La Coupe et l'Épée, galerie L'étoile Scellée, Paris, 1953
- Alice in Wonderland, conçue et présentée par Charles Estienne, Galerie Kléber, Paris, 1956
- Tensions - Jean Degottex, Simon Hantaï, Judit Reigl, Claude Viseux, Galerie René Drouin, juillet-octobre 1956.
- Documenta II, Cassel, Allemagne, 1959
- XXXIIe Biennale de Venise, Italie, 1964
- L’écriture du peintre : Degottex, Georges, Giacometti, Hantaï, Hartung, Mathieu, Michaux, Sonderborg, Tobey, textes de Geneviève Bonnefoi, Galerie Jean Fournier, 1964
- Douze ans D'art contemporain en France, Grand Palais, Paris, 1972
- Abstraction Analytique, présentée par Bernard Lamarche-Vadel, musée d'Art moderne de la ville de Paris, 1978
- Lenguajes del papel. Geneviève Asse, Jean Degottex, Henri Michaux, Buenos Aires, Museo Nacional de Bellas Artes, 1987

#### Expositions posthumes
- La peinture après l'Abstraction.1955-1975. Martin Barré, Jean Degottex, Raymond Hains, Simon Hantaï, Jacques Villeglé, textes de Suzanne Pagé, musée d'Art moderne de la ville de Paris, 1998
- Rendez-vous, musée Guggenheim et Centre Georges-Pompidou, New York et Paris, 1998
- Kunst-svelten im Dialog, Musée Ludwig, Köln, 2000
- Encre / Chine - T'ang Haywen, Gao Xingjian, Jean Degottex, Hong Kong University Museum and Art Gallery, mai-juin 2005
- Les Sujets de l'Abstraction, Fondation Gandur , musée Rath, Genève, 2011 et musée Fabre, Montpellier, 2012
- Phares, Centre Pompidou-Metz, 2014-2016

### Prix
- 1951 : Prix Kandinsky
- 1981 : Grand prix national de peinture

## Dans les collections publiques
- France 
  - Bourg-en-Bresse, musée de Brou
  - Brest, musée des beaux-arts[10]
  - Dijon, Frac Bourgogne
  - Rennes, Frac Bretagne[11]
  - Dijon, musée des beaux-arts
  - Évreux, musée d'Évreux
  - Colmar, musée Unterlinden
  - Grenoble, musée de Grenoble
  - Marseille, musée Cantini
  - Nantes, musée des beaux-arts
  - Paris
    - Bibliothèque nationale de France
    - Centre national d'art et de culture Georges-Pompidou
    - Fonds national d'art contemporain
    - Musée d'art moderne de la ville de Paris

  - Saint-Paul-de-Vence, Fondation Maeght
  - Toulon, Musée d'art de Toulon
- Étranger
  - Autriche
    - Vienne, musée d'art moderne

  - Belgique
    - Bruxelles, musées royaux des beaux-arts de Belgique
    - Liège, musée des beaux-arts

  - États-Unis
    - Minneapolis Institute of Arts
    - New-York, musée Solomon R. Guggenheim

  - Israël
    - Jérusalem, musée national de Bezalel

  - Japon
    - Osaka, pinacothèque Gutaï
    - Kurashiki, musée d'art Ōhara

  - Pays-Bas 
    - Amsterdam, collection Peter Stuyvesant

  - Suède
    - Malmö, Konsthall

## Œuvres représentatives

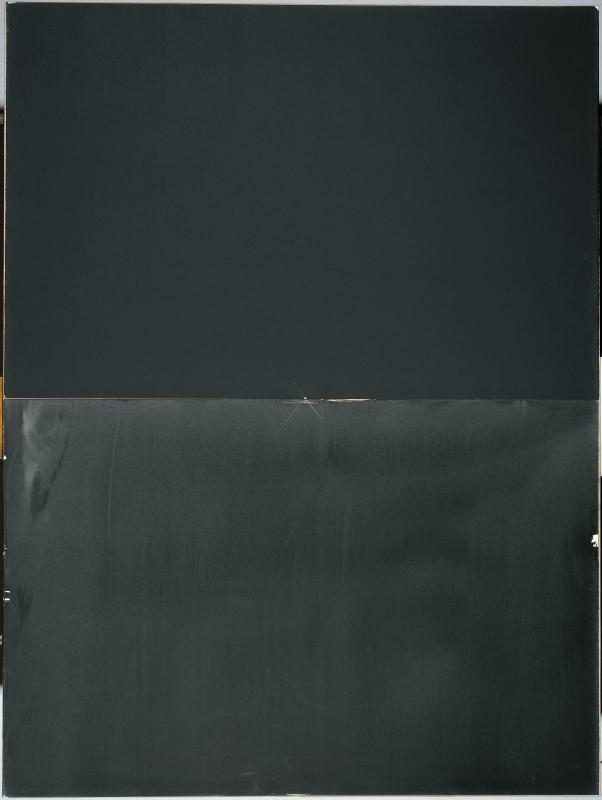
Jean Degottex - Média 2 x 1 (1973)

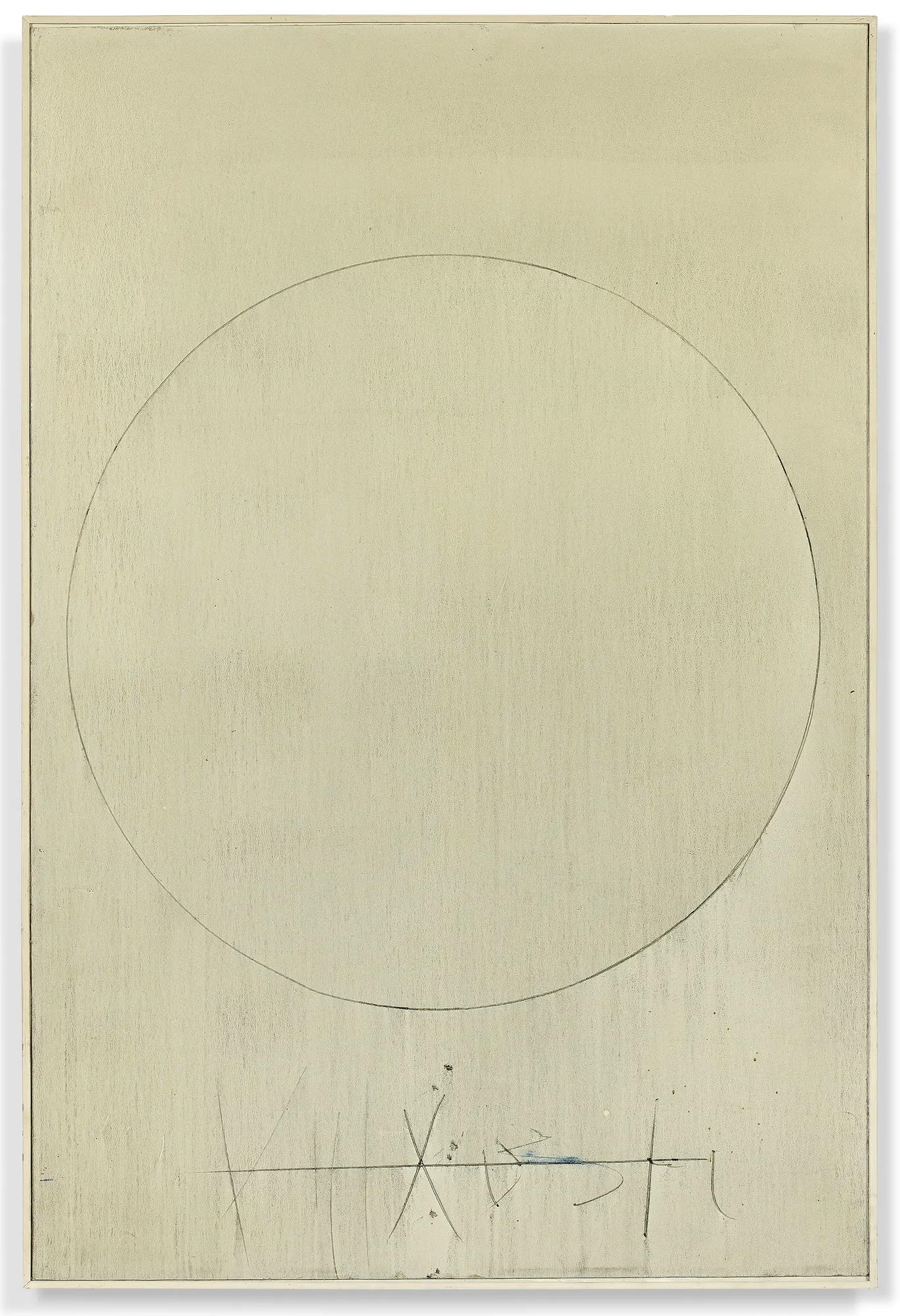
Jean Degottex - Hosphère M2 (1967)

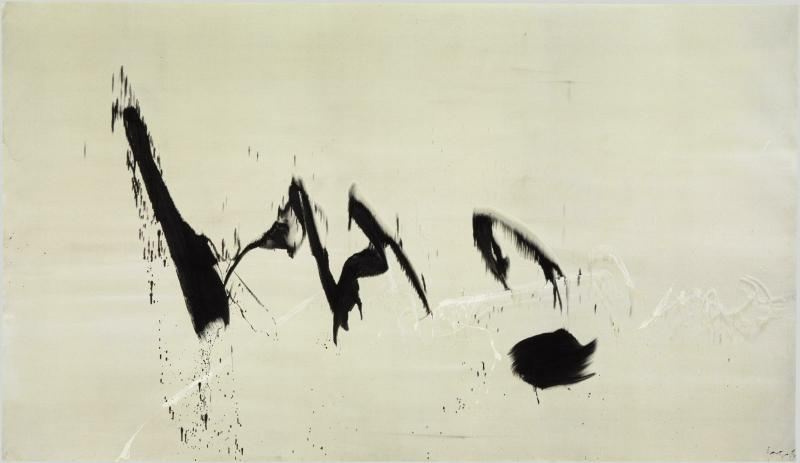
Jean Degottex - Aware II (1961)

### Radio
- « Jean Degottex (1918-1988), à l'essentiel », sur le site de France culture, 23 mars 2019